# Culture de Grossgartach
 (novembre 2023).
La mise en forme du texte ne suit pas les recommandations de Wikipédia : il faut le « wikifier ».
Les points d'amélioration suivants sont les cas les plus fréquents. Le détail des points à revoir est peut-être précisé sur la page de discussion.
- Les titres sont pré-formatés par le logiciel. Ils ne sont ni en capitales, ni en gras.
- Le texte ne doit pas être écrit en capitales (les noms de famille non plus), ni en gras, ni en italique, ni en « petit »…
- Le gras n'est utilisé que pour surligner le titre de l'article dans l'introduction, une seule fois.
- L'italique est rarement utilisé : mots en langue étrangère, titres d'œuvres, noms de bateaux, etc.
- Les citations ne sont pas en italique mais en corps de texte normal. Elles sont entourées par des guillemets français : « et ».
- Les listes à puces sont à éviter, des paragraphes rédigés étant largement préférés. Les tableaux sont à réserver à la présentation de données structurées (résultats, etc.).
- Les appels de note de bas de page (petits chiffres en exposant, introduits par l'outil «  Source ») sont à placer entre la fin de phrase et le point final[comme ça].
- Les liens internes (vers d'autres articles de Wikipédia) sont à choisir avec parcimonie. Créez des liens vers des articles approfondissant le sujet. Les termes génériques sans rapport avec le sujet sont à éviter, ainsi que les répétitions de liens vers un même terme.
- Les liens externes sont à placer uniquement dans une section « Liens externes », à la fin de l'article. Ces liens sont à choisir avec parcimonie suivant les règles définies. Si un lien sert de source à l'article, son insertion dans le texte est à faire par les notes de bas de page.
- La présentation des références doit suivre les conventions bibliographiques. Il est recommandé d'utiliser les modèles {{Ouvrage}}, {{Chapitre}}, {{Article}}, {{Lien web}} et/ou {{Bibliographie}}. Le mode d'édition visuel peut mettre en forme automatiquement les références.
- Insérer une infobox (cadre d'informations à droite) n'est pas obligatoire pour parachever la mise en page.

Pour une aide détaillée, merci de consulter Aide:Wikification.
Si vous pensez que ces points ont été résolus, vous pouvez retirer ce bandeau et améliorer la mise en forme d'un autre article.

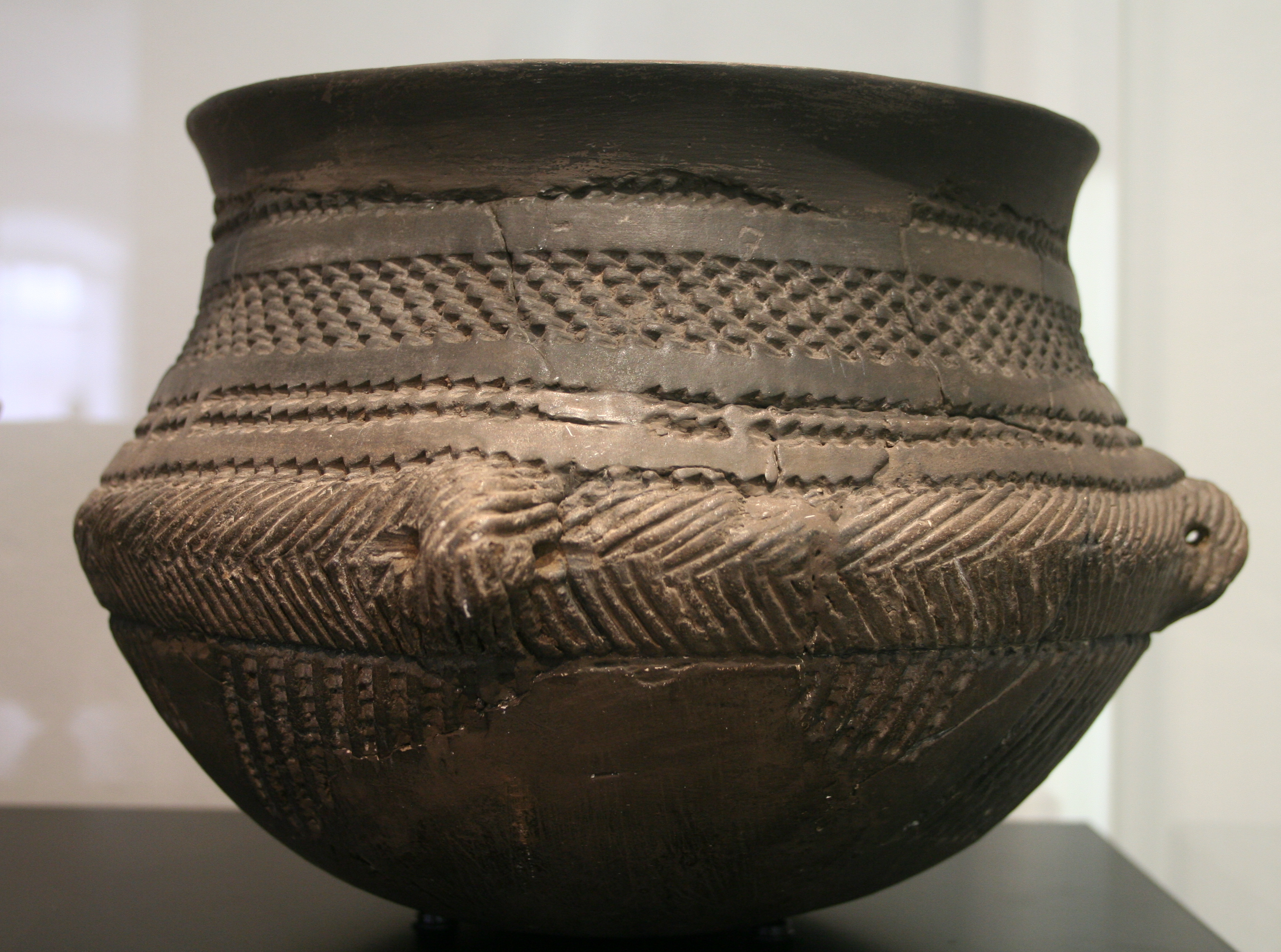
Récipient courbé de la culture Grossgartach de Stuttgart - Mühlhausen ; Musée national du Wurtemberg, Stuttgart

La culture de Grossgartach est une culture archéologique du Néolithique moyen de la première moitié du Ve millénaire av. J.-C. dans le complexe culturel Hinkelstein-Grossgartach-Rössen . Il doit son nom à Alfred Schliz (1849-1915) après des travaux de fouilles à Großgartach, qui fait aujourd'hui partie de la commune de Leingarten dans le district de Heilbronn et était particulièrement répandu dans le sud-ouest de l'Allemagne.

## Historique des recherches
Après ses fouilles à Großgartach près de Heilbronn, Alfred Schliz a défini le terme culture de Großgartach en 1900 et a déclaré qu'elle était contemporaine de la culture de Rössen . Sur la base de son analyse stylistique des céramiques qu'il a découvertes, il a ensuite plaidé - à l'instar de la recherche moderne - en faveur d'un complexe culturel du Néolithique moyen Hinkelstein-Grossgartach-Rössen. Katharina Mauser-Goller (1969) et Walter Meier-Arendt (1975) ont reconnu la grande similitude stylistique entre Grossgartach et le groupe Hinkelstein, en partie contemporain de la céramique Rubanée.
Dans les années 1970, de vastes implantations ont été découvertes lors de fouilles approfondies entre Cologne et Aix-la-Chapelle, ce qui a considérablement élargi notre connaissance des implantations et des pratiques économiques. (Lüning 1982, Dohrn 1983). Une analyse chronologique plus fine de la culture de Grossgartach a été élaborée en 1980 par Marion Lichardus-Itten aux sépultures de Lingolsheim et d'Erstein en Alsace.

## Chronologie
La culture rubanée du début du Néolithique fut suivie dans la première moitié du Ve millénaire av. J.-C. par le complexe culturel du Néolithique moyen avec la culture de Hinkelstein d'environ 5000 à environ 4900 av. J.-C., la culture Grossgartach d'environ 4900 à environ 4700 av. J.-C. et la culture Rössen, jusqu'à environ 4600/4550 av. J.-C. (Eisenhauer 2003).

## Étendue
La culture de Grossgartach était répandue non seulement dans le sud-ouest de l'Allemagne, mais aussi dans la région de la Ruhr et en Rhénanie, en Basse et Moyenne Franconie, du Nördlinger Ries et de l'Alsace jusqu'à la région d'Erfurt.

## Céramiques
La technique décorative typique de Großgartach est le double point qui, disposé en rubans et guirlandes, décore l'espace vide comme un motif de remplissage. Il a été réalisé avec des outils en os (par exemple dents de porc) pressées dans l'argile humide. En insérant une masse blanche d'argile et de chaux dans les creux du décor, celle-ci se détache clairement de la surface sombre du récipient grâce à l'ajout de charbon de bois. Tous les vaisseaux ont une base sphérique plus ou moins incurvée, une courbure nette du ventre et un bord supérieur légèrement tiré vers l'extérieur. Les bases sphériques nécessitaient un support grâce à des anneaux de support. Les vaisseaux à ventre large ont quatre anses ou boucles de cordon sur le bord du ventre. Une particularité du style Grossgartach est la guirlande de nœuds en forme de branche de pin avec des nœuds décoratifs sous le bord du ventre. Une autre forme clé est la coupe conique à base haute.

## Habitat
Les grandes maisons du Néolithique moyen mesurant jusqu'à 65 m de longueur s'inscrivent encore dans la tradition des maisons longues du Rubané. Cependant, elles ne sont plus rectangulaires, mais présentent des parois longitudinales légèrement incurvées et des côtés étroits de différentes longueurs. Le plan d'étage est en forme de bateau. Le toit constitué de matériaux légers (par exemple de la paille) est probablement incliné entre 40 et 50 degrés. Afin de conserver cet angle en tout point, le toit s'abaisse à mesure que le plan d'étage se rétrécit. Au point le plus étroit avec l'entrée au nord-ouest, on suppose qu'il y a une sorte de toit en croupe, et du côté sud-est, un pignon. L'intérieur comporte quatre allées, divisées par des travées transversales comportant chacune trois poteaux. Les murs sont constitués d'un mur d'acacia recouvert d'argile entre des poteaux muraux, dont les traces sont encore visibles aujourd'hui dans le sol. À l'époque de la culture de Grossgartach, des habitations organisées en hameau existaient déjà : à Bad Friedrichshall-Kochendorf, dans le quartier de Heilbronn, par exemple, les maisons en forme de bateau sont clairement orientées vers le double anneau de palissade qui entoure l'habitat.

## Sépultures
Dans les sépultures de la culture Grossgartach en Alsace, les morts étaient placés dans la tombe en position allongée sur le dos, la tête orientée vers le nord-ouest et les pieds vers le sud-est (Lichardus-Itten 1980). En 1988/89, un cimetière a été fouillé à Trebur dans le district de Groß-Gerau avec un total de 127 sépultures des cultures Hinkelstein et Großgartach. Deux tombes à urne funéraire de la culture de Hinkelstein sortent du lot, car auparavant seules les sépultures de corps étaient connues. La différence dans les rites funéraires de deux cultures successives était plus grande que prévu. Les tombes sont reliées les unes aux autres dans une sorte de structure funéraire en rangées. L'orientation sud-est - nord-ouest des morts en décubitus dorsal était la même pour les deux cultures. La moitié des défunts de la culture Grossgartach, comme ceux du groupe Hinkelstein, gisaient la tête vers le sud-est, mais l'autre moitié reposait dans l'autre sens. Le changement de style entre les deux cultures ne s’est pas produit à la frontière culturelle en 4700 av. J.-C., mais après un chevauchement temporel plus long à partir d'environ 4600 av. J.-C. Au sein d’un même groupe, les innovations s’adaptent à des rythmes différents. La similarité stylistique ne signifie pas nécessairement une simultanéité temporaire.
En plus des récipients et des outils, de riches bijoux constitués de perles de calcaire, de lamelles de dents de sanglier percées, de canines percées de prédateurs, de coquillages et d'escargots fossiles ont été découverts. Parfois, les morts recevaient de la viande comme nourriture pour l'au-delà. Les tombes de Grossgartach sont moins richement meublées et moins soigneusement creusées que celles du groupe Hinkelstein.